# Taïba Ndiaye
Taïba Ndiaye ist eine Gemeinde (commune) im Département Tivaouane der Region Thiès, gelegen im zentralen Westen Senegals. Sie besteht aus dem namensgebenden Hauptort (chef-lieu) sowie weiteren Dörfern (villages) und Weilern (hameaux).

## Geographische Lage
Taïba Ndiaye liegt nahe der Grande-Côte hinter dem Gürtel der Küstendünen in den fruchtbaren Feuchtgebieten der Zone des Niayes westlich des Erdnussbeckens Senegals, elf Kilometer nordwestlich der Départementspräfektur Tivaouane und 72 Kilometer nordöstlich von Dakar. Das Gemeindegebiet hat eine Fläche von 130,10 km². Benachbarte Kommunen sind im Uhrzeigersinn Darou Khoudoss im Westen und Norden, Méouane und Pire Goureye im Osten und im Süden Pambal sowie Notto Gouye Diama.

## Geschichte
Das Dorf Taïba Ndiaye war seit 1972 Hauptort einer Landgemeinde (communauté rurale). Im Jahr 2014 erhielt Notto Gouye Diama, wie in Senegal alle communautés rurales, den landesweit einheitlichen Status einer Gemeinde (commune).

## Bevölkerung
Die letzten Volkszählungen ergaben jeweils folgende Einwohnerzahlen:
| Jahr | Einwohner |
| ---- | --------- |
| 2002 | 18.139    |
| 2013 | 22.268    |
| 2023 | 36.721    |

## Verkehr
Durch den Nordwesten der Gemeinde Taïba Ndiaye führt die seit 2012 als Nationalstraße klassifizierte N 8. Sie beginnt in Rufisque und verbindet bis Saint-Louis entlang der Küstenlinie der Grande-Côte die Ortschaften der Niayes im fruchtbaren Hinterland der Küstendünen miteinander. Ferner verbindet eine gut ausgebaute Regionalstraße als Querverbindung den Hauptort mit dem benachbarten Minengebiet von Darou Khoudoss und in der Gegenrichtung mit Tivaouane und der N 2.